# Mary von Bothmer (Schriftstellerin, 1859)
Mary Gräfin von Bothmer, auch Mary Countess A. Bothmer, geb. Mary Collingwood Taylor (* 26. März 1859 in Pontefract; † 31. Dezember 1939 in Bad Lauterberg im Harz) war eine britisch-deutsche Schriftstellerin.

## Leben
Mary Taylor war die Tochter des anglikanischen Geistlichen Rev. Robert Taylor (* 1817; † 1876 in Pen Morfa, Llandudno (Wales)) und dessen Frau Louisa Frances, geb. Collingwood (1833–1881) aus einer wohlhabenden nordenglischen Kaufmannsfamilie. Sie wuchs in Warthill in North Yorkshire auf.
Am 28. Dezember 1887 heiratete sie in Frankfurt am Main den damaligen Sekondeleutnant und Adjutanten im 1. Oberrheinisches Infanterie-Regiment Nr. 97 Alfred Felix Graf von Bothmer (1859–1934), den Sohn von Hippolyt von Bothmer aus dessen zweiter Ehe mit Mary (Minnie), geb. Young (1836–1901), mit der sie mitunter verwechselt wird. Nachdem Alfred Felix von Bothmer seinen Abschied genommen hatte, lebte das Paar in den 1890er Jahren bei seiner Mutter, die als Schriftstellerin im viktorianischen London recht erfolgreich war, in deren Haus in London-South Kensington.
Sicherlich angeregt von ihrer Schwiegermutter, veröffentlichte sie als Countess A.[lfred] von Bothmer 1899 in London The Sovereign Ladies of Europe. In dem opulent mit 153 Illustrationen ausgestatteten Werk beschrieb sie in 16 Kapiteln europäische Herrscherinnen, angefangen mit Queen Victoria. Ihre Absicht war, dem Publikum das tägliche Leben, die Arbeit der Königinnen nahezubringen. Etwas konträr zur Absicht der Verfasserin ordnete eine Rezension in The Spectator das Werk sarkastisch als Wartezimmer-Lektüre und nettes Geschenk für ältere Damen der Oberschicht ein.
Einige Zeit nach dem Tod der Schwiegermutter 1901 und dem Verkauf ihres Londoner Hauses zogen Alfred und Mary von Bothmer nach Deutschland. 1918 erbte ihr Ehemann Schloss Bothmer und die dazu gehörenden Ländereien. Er wurde der neunte und letzte Majoratsherr des großen Fideikommisses. Das Paar zog nach Bothmer. In der Majoratszeit Graf Alfreds traten große Veränderungen ein. 1922 wurden die Familienfideikommisse in Mecklenburg-Schwerin aufgehoben, der große Grundbesitz wurde dadurch nach Zustimmung der Verwandten in frei verfügbares Eigentum umgewandelt. Ausgelöst durch den Ersten Weltkrieg geriet der Besitz jedoch in eine finanzielle Depression, die durch die Folgen der Weltwirtschaftskrise noch verschlimmert wurde. Die umfangreiche Schlossbibliothek wurde 1928 in Hamburg versteigert, und die Verschuldung führte zu einem Verkauf zahlreicher Güter.
Mary von Bothmer, die zur römisch-katholischen Kirche konvertiert war, setzte sich sehr für die Seelsorge unter den mehrheitlich polnischen katholischen Landarbeitern (Schnittern) ein. 1918 richtete sie eine Kapelle im Schloss ein. Ihre Großzügigkeit ermöglichte dann den Bau der katholischen Kirche St. Mariä Himmelfahrt im nahen Klütz. Die Kirche wurde 1932 eingeweiht. Die Umstände ihrer Erbauung werden auch in Uwe Johnsons Jahrestagen thematisiert, wo der evangelische Pastor dem Bürgermeister vorwirft, von der Gräfin bestochen worden zu sein. 1934 stiftete sie neue Glocken für die katholische Kirche St. Laurentius in Wismar.

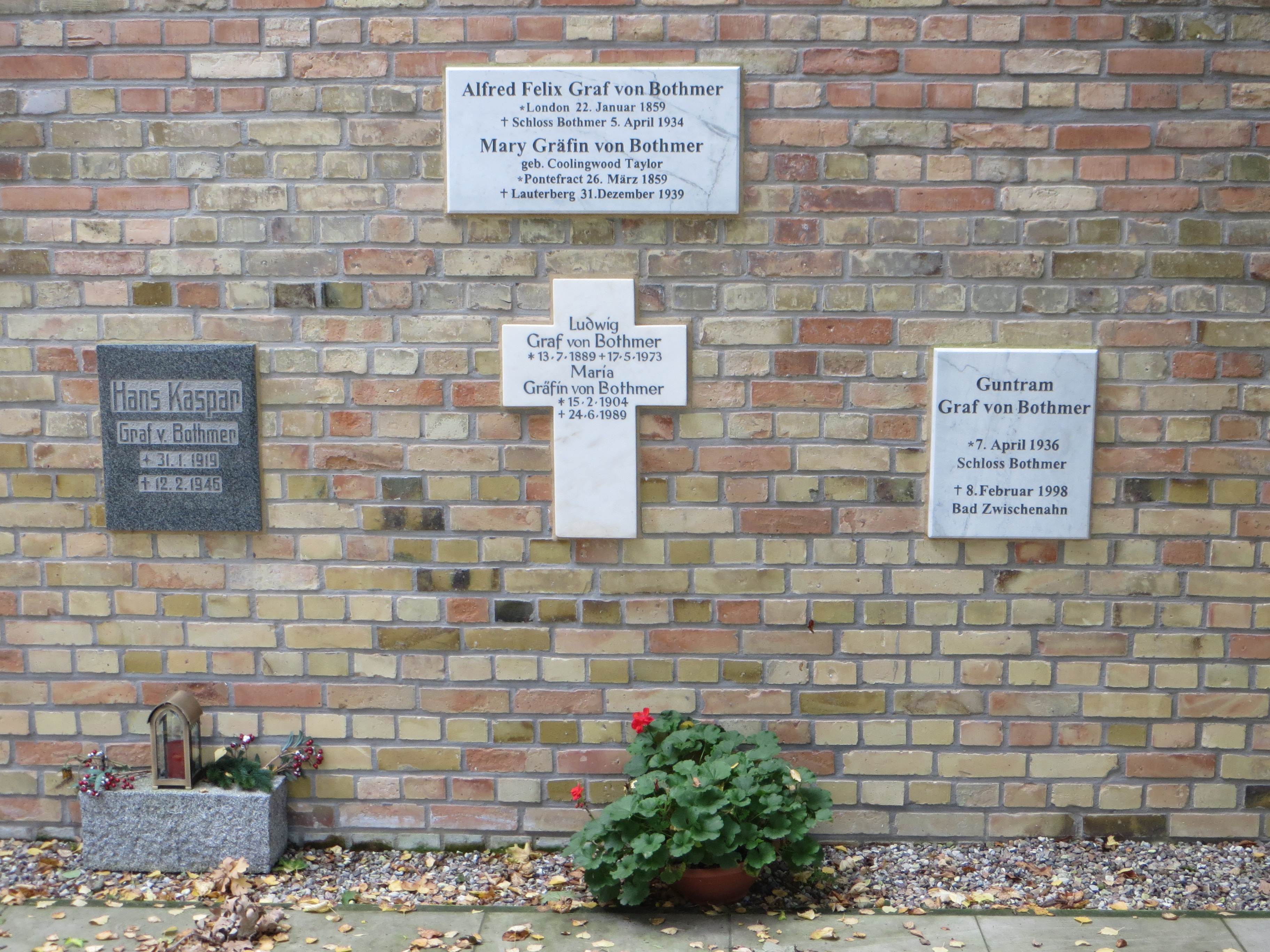
Grabtafel für Alfred Felix und Mary von Bothmer auf dem Neuen Friedhof in Klütz

Da die Ehe mit Alfred Felix von Bothmer ohne Nachkommen geblieben war, adoptierte Mary von Bothmer nach seinem Tod 1934 einen Neffen zweiten Grades, den bayerischen Offizier Ludwig Max Otto Graf von Bothmer (1889–1973). Ludwig war der Sohn des bayerischen Obersten Moritz Graf Bothmer (1845–1895) und dessen Frau Sophie (1851–1920), geb. Edle von Taeuffenbach, sowie ein Bruder von Fritz von Bothmer. Er übernahm den verkleinerten Besitz bis zur Enteignung 1945.

## Werke
- The Sovereign Ladies of Europe. Hutchinson, London 1899 (Digitalisat)
- (Hrsg.): Alfred Reichsgraf von Bothmer: Gedichte: Deutsch und Englisch. Herder, Freiburg i. Br. 1935
- (Hrsg.): Alfred Reichsgraf von Bothmer: Das goldene Alphabet der Arbeit. Bonifacius-Druckerei, Paderborn 1935